# Lagochondria
Lagochondria – rodzaj widłonogów z rodziny Chondracanthidae. Nazwa naukowa tego rodzaju skorupiaków została opublikowana w 1988 roku przez biologów Ju-Shey Ho i Masahiro Dojiri.

## Podział systematyczny
Do rodzaju należą następujące gatunki:
- Lagochondria nana Ho & Dojiri, 1988
- Lagochondria quadrata Ohtsuka & Nitta, in Ohtsuka, Nitta, Nakamura & Maekawa, 2019